# Puigpelat (la Molsosa)
Puigpelat és una masia de la Molsosa (Solsonès) inclosa a l'Inventari del Patrimoni Arquitectònic de Catalunya. És una masia de l'any 1553 tot i que està documentada des l'any 1111, quan era propietat de Ponç I de Cervera.
La masia està ubicada a una alçada de 600 metres, i es troba a l'extrem oest del municipi a tocar del km. 9,7 de la carretera B-300 de Calaf a Vallmanya. Es troba a peu de carretera. És una masia adossada a cal Figueres, i es troba envoltada per camps de conreu i bosc amb vegetació de pi majoritàriament, roure i alzina.

## Descripció
Pairalia de gran tradició, situada a prop del puig anomenat Puig-Pelat, del qual pren el nom.
Es tracta d'una gran casa principal, a la qual s'han anat afegint alguns cossos en diverses etapes de construcció, amb un gran pati a manera de baluard davant la façana principal.

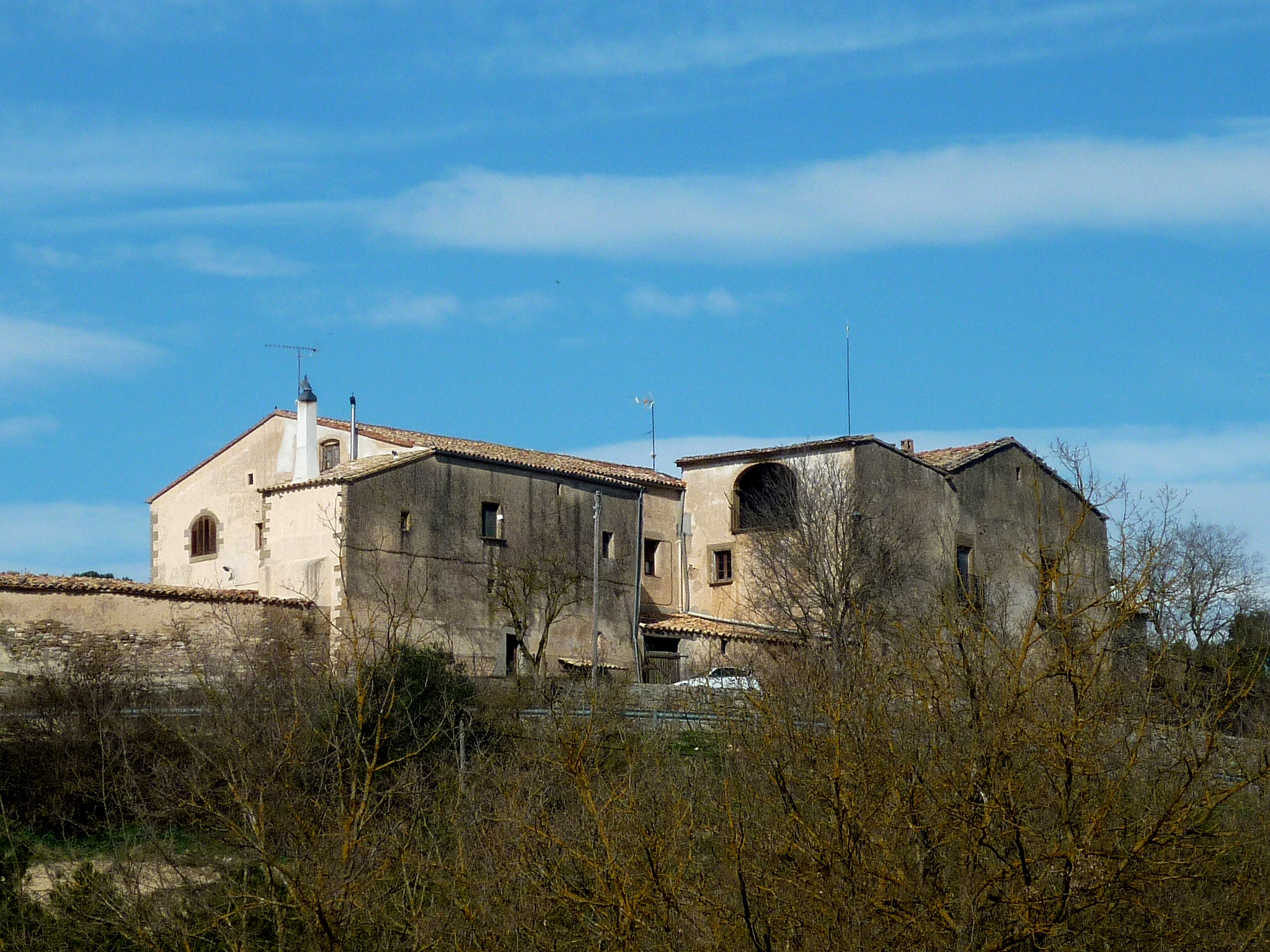
Des de la capella de Santa Eulàlia